# هالیوود (آریزونا)
هالیوود (به انگلیسی: Hollywood) یک منطقهٔ مسکونی در ایالات متحده آمریکا است که در آریزونا واقع شده‌است. هالیوود ۸۹۰ متر بالاتر از سطح دریا واقع شده‌است.